# Tiếng Gascon
Tiếng Gascon (tiếng Occitan: [ɡasˈku], tiếng Pháp: [ɡaskɔ̃]) là một biến thể ngôn ngữ thuộc nhóm ngôn ngữ Rôman được nói ở tây nam Pháp. Mặc dù thường được mô tả là một phương ngữ của tiếng Occitan, Gascon được một số tác giả coi là một ngôn ngữ riêng biệt hoàn toàn.
Tiếng Gascon chủ yếu được nói ở Gascony và Béarn ở tây nam nước Pháp (trong các khu vực của département Pháp sau: Pyrénées-Atlantiques, Hautes-Pyrénées, Landes, Gers, Gironde, Lot-et-Garonne, Haute-Garonne, và Ariège) và trong Thung lũng Aran tại Catalunya.
Tiếng Aran, một phương ngữ Gascon miền nam, được nói ở Catalunya và đã bị ảnh hưởng rất nhiều bởi tiếng Catalunya và tiếng Tây Ban Nha. Cả hai ảnh hưởng này có xu hướng phân biệt nó ngày càng nhiều với các phương ngữ của Gascon được nói ở Pháp. Kể từ khi áp dụng đạo luật mới của xứ Catalunya năm 2006, tiếng Aran đồng chính thức với tiếng Catalunya và tiếng Tây Ban Nha ở Catalunya (trước đây, địa vị này chỉ có hiệu lực ở Thung lũng Aran).

## Phân loại ngôn ngữ
Phần lớn các học giả nghĩ rằng tiếng Occitan tạo thành một ngôn ngữ duy nhất.
Một số tác giả bác bỏ ý kiến này và thậm chí cả tên Occitan, cho rằng có một nhóm ngôn ngữ oc chứ không phải là nhóm phương ngữ của một ngôn ngữ duy nhất. Tiếng Gascon đủ khác biệt về mặt ngôn ngữ để được coi như một ngôn ngữ riêng.

## Sử dụng ngôn ngữ

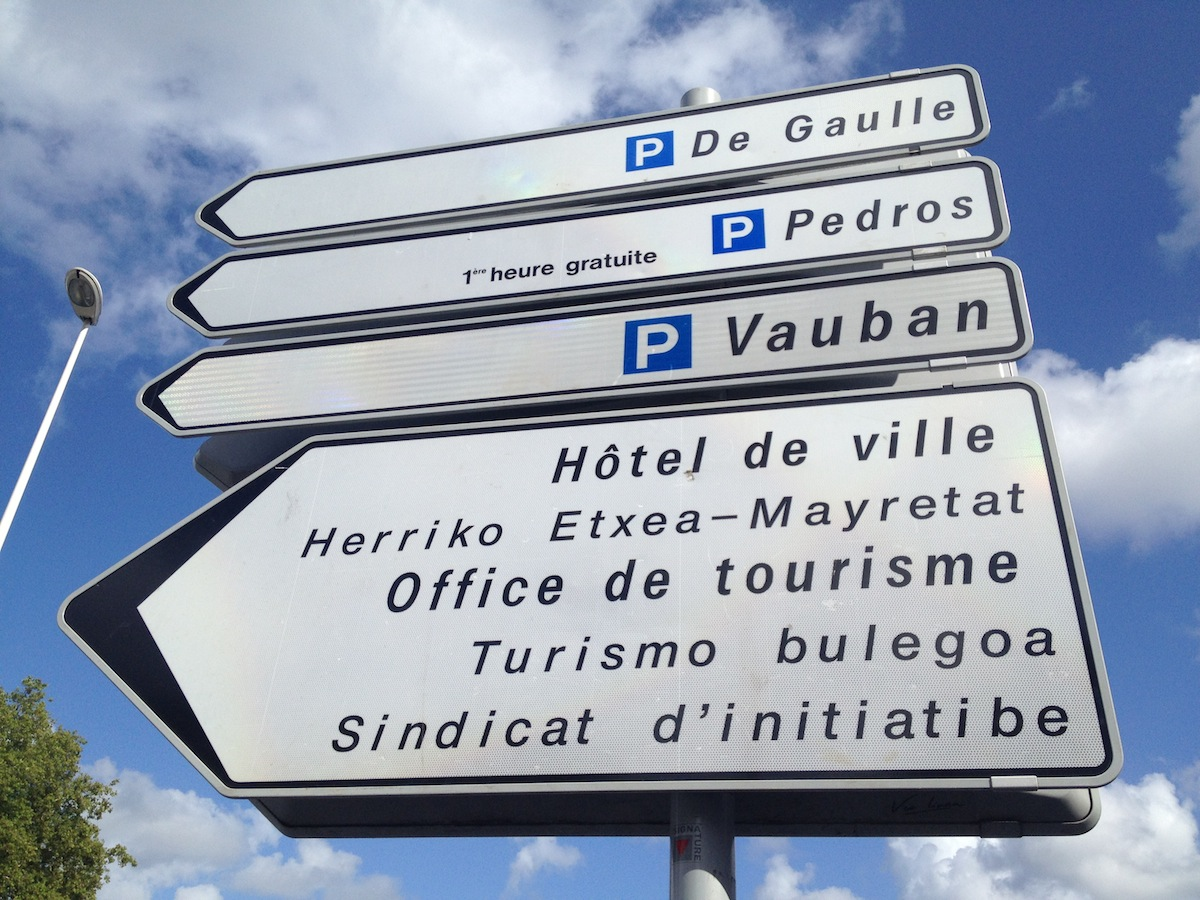
Bảng hiệu song ngữ ở Bayonne: tiếng Pháp, tiếng Basque và Occitan Gascon ("Mayretat", "Sindicat d'initiatibe")

Một cuộc thăm dò được thực hiện tại Béarn năm 1982 chỉ ra rằng 51% dân số có thể nói tiếng Gascon, 70% hiểu nó và 85% bày tỏ ý kiến thuận lợi về việc bảo vệ ngôn ngữ. Tuy nhiên, việc sử dụng ngôn ngữ đã giảm đáng kể trong những năm gần đây do việc Franco hoá diễn ra trong những thế kỷ qua, vì tiếng Gascon hiếm khi được truyền cho các thế hệ trẻ nữa (bên ngoài các trường học, như Calandreta).
Thuật ngữ thông thường cho Gascon là "patois", một từ ở Pháp dùng để chỉ một phương ngữ không chính thức và thường bị mất giá trị (như tiếng Gallo) hoặc ngôn ngữ (như tiếng Occitan), bất kể khu vực liên quan. Chủ yếu người dân ở Béarn là sử dụng đồng thời thuật ngữ "Béarnais" để chỉ các dạng Gascon. Điều này là do quá khứ chính trị của Béarn, nơi độc lập và sau đó là một phần của một quốc gia có chủ quyền (Vương quốc Navarra bị thu hẹp) từ năm 1347 đến 1620.
Trên thực tế, không có phương ngữ Béarn thống nhất, vì ngôn ngữ này khác biệt đáng kể trong toàn tỉnh. Nhiều sự khác biệt trong cách phát âm có thể được chia thành đông, tây và nam (các khu vực miền núi). Ví dụ: 'a' ở cuối từ được phát âm là "ah" ở phía tây, "o" ở phía đông và "œ" ở phía nam. Vì quá khứ chính trị của Béarn, tiếng Béarn đã được phân tách với tiếng Gascon từ thế kỷ 16, không phải vì lý do ngôn ngữ học.

## Ảnh hưởng đến các ngôn ngữ khác
Có lẽ là kết quả của sự liên tục của cụm phương ngữ Occitan-Rôman và ảnh hưởng của tiếng Pháp đối với Marca hispanica vào thời trung cổ, đã chia sẻ các đặc điểm tương tự và đặc biệt có thể nhận thấy giữa tiếng Gascon và các ngôn ngữ Latinh khác ở phía bên kia biên giới: tiếng Aragon và tiếng Catalunya (Catalunya của La Franja). Tiếng Gascon (cùng với tiếng Tây Ban Nha, tiếng Navarra-Aragon và tiếng Pháp) là một trong những ngôn ngữ Rôman ảnh hưởng lên tiếng Basque.